# Black Sunday
Black Sunday és una pel·lícula estatunidenca de suspens dirigida per John Frankenheimer el 1977 segons la novel·la de Thomas Harris i estrenada el 1977.

## Argument[1]
En el transcurs d'una incursió mortífera sobre el Quarter general de Setembre Negre a Beirut, el major israelià Kabakov perdona Dahlia Lyad. La jove dona acaba de gravar un missatge amb destinació als Estats Units en el qual parla d'un atemptat mortífer. Als Estats Units, Kabakov entra en contacte amb Corley, del FBI, per prevenir-lo del perill. Durant aquest temps, a Los Angeles, Dahlia coneix Michael Lander, un pilot traumatitzat per la guerra...

## Repartiment
- Robert Shaw: Kabakov
- Bruce Dern: Lander
- Marthe Keller: Dahlia Lyad
- Fritz Weaver: Corley
- Steven Keats: Moshevsky

## Al voltant de la pel·lícula
- La pel·lícula va ser un èxit però el cineasta lamentarà la manca de temps i de diners indispensables per acabar els efectes especials.
- El film s'inspira en la captura d'ostatges dels Jocs Olímpics de Múnic el 1972.
- L'escena on Marthe Keller, vestida d'infermera, prova d'assassinar Robert Shaw es trobarà a Quentin Tarantino en el seu Kill Bill (2003). En el volum I, Darryl Hannah es disfressa d'infermera per tal de matar Uma Thurman…
- John Frankenheimer apareix a la pel·lícula com a director de la cadena de televisió que cobreix la Super Bowl.
- La pel·lícula reuneix l'estrella (Robert Shaw) i el compositor (John Williams) de Jaws de Steven Spielberg (1975).
- La pel·lícula gairebé no és difosa a les cadenes de cable americanes. Les escenes finals s'acosten (una mica massa) als atemptats de l'11 de setembre de 2001.